# 李东东
李东东（1951年—），女，汉族，中华人民共和国政治人物、第十一届全国政协委员。
加入中国共产党，担任新闻出版总署副署长、党组成员。2008年，当选第十一届全国政协委员，代表新闻出版界，分入第四十四组。并担任文史和学习委员会专委。